# Libellula luctuosa
A Libellula luctuosa a rovarok (Insecta) osztályának szitakötők (Odonata) rendjébe, ezen belül az egyenlőtlen szárnyú szitakötők (Anisoptera) alrendjébe és a laposhasú acsák (Libellulidae) családjába tartozó faj.

## Előfordulása
A Libellula luctuosa előfordulási területe az Amerikai Egyesült Államok legnagyobb része, Nyugat-Kanada, egészen Alaszkáig.

## Megjelenése
Szárnyfesztávolsága 75 milliméter. A hím szárnyainak közepén egy-egy világos folt látható. A korának előrehaladtával a potroha (abdomen) egyre világosabbá válik. Az összetett szemei a sötétbarnától a feketéig változnak.

## Életmódja
A pocsolyákat és tavakat választja élőhelyül; azonban a városi parkokban és kertekben is megfigyelhető. Mint minden szitakötő, ez a faj is ragadozó életmódot folytat; legfőbb táplálékai a szúnyogfélék (Culicidae) és egyéb szúnyogalkatúak (Nematocera).